# Главы Белгорода
Список глав города Белгорода XX—XXI веках.

## Председатели горисполкома
| № | Фото | Имя (годы жизни)                                                 | Начало полномочий | Окончание полномочий |
| - | ---- | ---------------------------------------------------------------- | ----------------- | -------------------- |
| 1 |      | Захаров Пётр Петрович (26 сентября 1892—1967)                    | 1936              | 1937                 |
| 2 |      | Савотченко Евгений Николаевич (11 октября 1932 — 18 января 2021) | 1973              | 1986                 |
| 3 |      | Кобяков Станислав Тимофеевич (18 февраля 1941 — 12 декабря 2011) | 1986              | 1992                 |

## Первые секретари горкома и ВКП(б)
| № | Фото | Имя (годы жизни)                                             | Начало полномочий | Окончание полномочий |
| - | ---- | ------------------------------------------------------------ | ----------------- | -------------------- |
| 1 |      | Василий Гаврилович Кобзев (1913 — ?)                         | 1951              | 1956                 |
| 2 |      | Александр Петрович Ломовцев (1910—2006)                      | 1956              | 1962                 |
| 2 | 1964 | Александр Петрович Ломовцев (1910—2006)                      | 1970              |                      |
| 3 |      | Владимир Игнатьевич Путивцев (10 июня 1926 — 10 ноября 2006) | 1970              | 1982                 |

## Главы администрации
| № | Фото | Имя (годы жизни)                                      | Начало полномочий | Окончание полномочий |
| - | ---- | ----------------------------------------------------- | ----------------- | -------------------- |
| 1 |      | Юрий Иванович Селивёрстов (род. 20 октября 1956)      | 1992              | 1994                 |
| 2 |      | Георгий Георгиевич Голиков (род. 10 апреля 1950)      | 1994              | 2001                 |
| 3 |      | Василий Николаевич Потрясаев (род. 5 августа 1953)    | 2002              | 2011                 |
| 4 |      | Сергей Андреевич Боженов (род. 15 сентября 1957)      | 2011              | 2015                 |
| 5 |      | Константин Алексеевич Полежаев (род. 14 августа 1972) | 2015              | 2019                 |
| 6 |      | Юрий Владимирович Галдун (род. 14 мая 1962)           | 2019              | 2021                 |
| 7 |      | Антон Александрович Иванов (род. 2 февраля 1985)      | 2021              | 2022                 |
| 8 |      | Валентин Валентинович Демидов (род. 20 ноября 1976)   | 2023              | н. в.                |